# Geração 59
Geração 59 foi o nome como ficou conhecido um movimento artístico-cultural que surgiu em João Pessoa, capital da Paraíba, no final da década de 50.
Um grupo de jovens escritores, alguns ainda adolescentes, e sob a liderança de Vanildo Brito, ideólogo do grupo, inconformados com o marasmo intelectual e inspirados no movimento modernista deu início a uma renovação na linguagem e na estética literária na Paraíba.
As atividades desenvolvidas por estes jovens, que tinha como principal meio de divulgação de seus trabalhos, o suplemento cultural “Correio das Artes” do jornal A União, editado ao tempo por Vanildo Brito, publicando poemas e contos, ilustrados pelos artistas: Raul Córdula, Hermano José, Ivan Freitas e Elcir Dias, como era de esperar, provocaram algum escândalo junto aos espíritos mais conservadores. Algumas polêmicas foram ardorosamente mantidas com críticos como Virginius da Gama e Melo e Otacílio Cartaxo, o que só contribuiu para a divulgação do movimento.
Em 1959, foi publicado o livro “Antologia Geração 59” com poemas dos 14 integrantes do Clube de Poesia de João Pessoa: Celso Japiassu, Clemente Rosas Ribeiro, Geraldo Medeiros, João Ramiro Mello, Jomar Morais de Souto, José Bezerra Cavalcante, José Cabral, Jurandy Moura, Liana Mesquita, Luiz Correia, Ronaldo Cunha Lima, Tarcísio Meira César, Vanildo Brito e Marcos Aprígio de Sá. É o título deste livro que acaba por nomear todo este movimento artístico-cultural.
Esta nova visão literária conquistou a simpatia e a adesão de outros artistas e intelectuais trazendo grande movimentação cultural à cidade de João Pessoa. Dentre estes estão:  
Os jovens cineastas paraibanos: Linduarte Noronha, João Ramiro Melo e Vladimir Carvalho que  produziam "Aruanda", filme que marcou o movimento do Cinema Novo – segundo palavras de Glauber Rocha, Aruanda teria iniciado o Cinema Novo.
Os poetas e escritores: Ademar de Barros, Carlos Moura, Eulajose Dias de Araújo, Jomard Muniz de Brito, Luiz Augusto Crispim, Luiz Carlos Cavalcanti, Maria José Limeira, Marisa Barros, Otávio Augusto, Sitônio Pinto e Rejane Sobreira.
Os artistas plásticos: Adauri Camilo (também bailarino), Celene Sitônio, Chico Pereira, Elcir Dias, Hermano José, Raul Córdula, Ivan Freitas (precursor do movimento, ao lado de Vanildo Brito e Jomar Souto), Leonardo Leal, Marlene Almeida, Pontes da Silva.
Os músicos: Arlindo Teixeira, Hugo Osias, Pedro Santos.
No teatro: Elzo Franca, Lindaura Pedrosa, Lucí Camelo, Marcelo Borges, Raimundo Nonato Batista, Ruy Eloy e Zezita Mattos.
E ainda, os professores da Universidade Federal como: Ângela Bezerra de Castro, Arael da Costa, Hildeberto Barbosa, Paulo Pires Braga, Serafim do Rego Filho; jornalista e cineasta Ipojuca Pontes; críticos literários Ítalo Dália, Waldemar Duarte; e os médicos Francisco Faria, Hugo Abath, Sóstenes Kerbrie e Wamberto de Miranda Henriques.